# Santa Cruz Tacache de Mina
Santa Cruz Tacache de Mina là một đô thị thuộc bang Oaxaca, México. Năm 2005, dân số của đô thị này là 2483 người.